# الكراب (ذي السفال)

تعديل مصدري - تعديل

الكراب هي إحدى قرى عزلة وادي ضباء بمديرية ذي السفال التابعة لمحافظة إب، بلغ تعداد سكانها 562 نسمة حسب تعداد اليمن لعام 2004.